# Oksiutycze
Oksiutycze – wieś w Polsce położona w województwie podlaskim, w powiecie siemiatyckim, w gminie Mielnik.
Według Pierwszego Powszechnego Spisu Ludności, przeprowadzonego w 1921 roku, wieś Oksiutycze liczyła 18 domostw i zamieszkiwana była przez 76 osób (34 kobiety i 42 mężczyzn). Większość mieszkańców miejscowości, w liczbie 70 osób, zadeklarowała wyznanie prawosławne, zaś pozostałe 6 osób zgłosiło wyznanie mojżeszowe. Podział religijny mieszkańców Oksiutycz nakrywał się na ich strukturę narodowo-etniczną, gdyż 70 osób podało białoruską przynależność narodową, a pozostałych 6 osób zadeklarowało żydowską tożsamość narodową. W okresie międzywojennym miejscowość znajdowała się w gminie Radziwiłłówka, powiatu bielskiego.
W latach 1975–1998 miejscowość położona była w województwie białostockim.
Wierni kościoła rzymskokatolickiego należą do parafii św. Apostołów Piotra i Pawła w Siemiatyczach Stacji.